# Oliver Benítez
Oliver Paz Benítez (Puerto Iguazú, Argentina; 7 de junio de 1991) es un futbolista argentino. Juega como defensa central y su equipo actual es el Club Deportivo Olimpia de la Liga Nacional de Fútbol de Honduras

## Trayectoria
Tras su nacimiento en Misiones de chico se trasladó con su madre a Ushuaia donde se formó vistiendo los colores de Mutual BTF. Luego tuvo su paso por las inferiores del Atlético Jorge Griffa de la Liga Rosarina de Fútbol. Debutó en la Primera División Argentina el 6 de noviembre de 2010 vistiendo los colores de Gimnasia y Esgrima de La Plata contra Quilmes. Benítez ingresó a la cancha a los 85 minutos de juego en sustitución de Milton Casco. El juego realizado en el Estadio Juan Carmelo Zerillo finalizó con victoria de 1 a 0 en favor de Gimnasia. 
El 30 de junio de 2016 fue anunciado como refuerzo de Tigre.
En enero de 2020 fue anunciado como refuerzo de Patronato, que en ese momento estaba dirigido por Gustavo Álvarez. Debutó con la camiseta rojinegra el 26 de enero en un empate 3-3 frente a Banfield en condición de visitante. En dicho encuentro, Benítez disputó el partido en el lateral izquierdo, aunque su posición natural sea la del defensor central. Además, el nacido en Puerto Iguazú, convirtió 3 goles con el conjunto más grande de la provincia de Entre Ríos, siendo sus verdugos Lanús y Arsenal en condición de visitante, y Aldosivi, de local en el Estadio Presbítero Bartolomé Grella.
En agosto de 2022 fue anunciado como nuevo jugador del Lamia FC de la Superliga de Grecia.
En la temporada 2023 ficha por Sport Boys, logró salvarse del descenso en la última fecha del torneo.

## Clubes
| Club                        | País      | Año       | Part. | Goles |  |
| --------------------------- | --------- | --------- | ----- | ----- |  |
| Gimnasia y Esgrima La Plata | Argentina | 2010-2016 | 86    | 2     |  |
| Tigre                       | Argentina | 2016-2017 | 17    | 1     |  |
| Gimnasia y Esgrima La Plata | Argentina | 2017      | 0     | 0     |  |
| Palestino                   | Chile     | 2018      | 23    | 3     |  |
| San Martín de Tucumán       | Argentina | 2019      | 13    | 0     |  |
| Patronato                   | Argentina | 2020-2022 | 57    | 3     |  |
| Lamia FC                    | Grecia    | 2022      | 3     | 0     |  |
| Sport Boys                  | Perú      | 2023      | 33    | 1     |  |
| Deportivo Táchira           | Venezuela | 2024      | 10    | 1     |  |
| Club Deportivo Olimpia      | Honduras  | 2024-     | 0     | 0     |  |

## Palmarés

### Campeonatos nacionales
| Título     | Club      | País  | Año  |
| ---------- | --------- | ----- | ---- |
| Copa Chile | Palestino | Chile | 2018 |